# سلطعون ملك أحمر
السلطعون الملك الأحمر (الاسم العلمي: Paralithodes camtschaticus)، يُطلق عليه أيضًا سلطعون كامتشاتكا أو السلطعون الملك الألاسكي، هو نوع من سلطعون الملك موطنه الأصلي في أقصى شمال المحيط الهادئ، بما في ذلك بحر بيرينغ وخليج ألاسكا، وأُدخل إلى بحر بارنتس. ينمو حتى يصل إلى 1.8 متر (5.9 قدم)، ويُستهدف بشكل كبير مصايد الأسماك.